# 金融英語検定
金融英語検定（きんゆうえいごけんてい）とは、40年以上の歴史を誇る米国金融教育業界最大手STC（セキュリティーズ・トレーニング・コーポレーション）社監修のアメリカ証券資格「シリーズ７」に対応する日本人向け金融英語検定。単なる金融用語知識だけでなく、実務的な内容を含む。